# Michał Słucki
Michał Słucki herbu Dołęga (zm. przed 21 maja 1736 roku) – sędzia ziemski łęczycki w latach 1710–1736.
Był posłem województwa łęczyckiego na sejm 1722 roku.